# Annibale Antonini
Annibale Antonini (* 1702 bei Salerno; † August 1755 in Neapel) war ein italienischer Romanist, Übersetzer, Grammatiker und Lexikograf.

## Leben und Werk
Antonini studierte in Neapel. Er bereiste Deutschland, die Niederlande und England. 1726 ließ er sich als Italienischlehrer in Paris nieder. Um 1750 kehrte er nach Neapel zurück.
Antonini publizierte 1726 in Paris eine erfolgreiche italienische Grammatik sowie 1735 ein italienisches Wörterbuch. Letzteres besteht aus einer Kurzfassung des Wörterbuchs der Accademia della Crusca (mitsamt den Definitionen), dem Antonini lateinische und französische Wortäquivalente hinzugefügt hat. 1743 publizierte er dazu das französische Gegenstück. Es besteht aus einer Kurzfassung (samt Definitionen) des Dictionnaire der Académie française, plus lateinischen und italienischen Wortäquivalenten. Die puristisch reduzierte Nomenklatur seiner Wörterbücher kompensierte Antonini durch eine moderne Strukturierung des einzelnen Artikels.
Antoninis italienisches Wörterbuch wurde von Johann August Lehninger (unter Auslassung des Lateinischen) mit Übersetzung der italienischen Definitionen und mit deutschen Äquivalenten versehen und erschien 1763 in Leipzig.
Im Vorwort zu seinem italienischen Wörterbuch formulierte Antonini eine ausführliche und
linguistisch stichhaltige Verteidigung der italienischen Sprache gegen die von Dominique Bouhours verbreitete französische Verachtung (Hausmann 1990).

## Werke

### Grammatik
- Traité de la grammaire italienne dédié à la Reine, Paris  1726
- Grammaire italienne à l’usage des dames, avec des dialogues et un traité de la poésie,  Paris 1728
- Grammaire italienne pratique et raisonnée, Paris 1746, 1758, Lyon 1759, 1763
- Des Hannibal Antonini gründliche und practische italiänische Grammatik, nebst einem Auszuge des grossen Antoninischen Wörterbuchs in italiänischer, deutscher und französischer Sprache, Dresden 1771

### Lexikografie
- Dictionaire italien, latin et françois contenant non seulement un abrégé du dictionaire de la Crusca, mais encore tout ce qu’il y a de plus remarquable dans les meilleurs lexicographes, étymologistes et glossaires, qui ont paru en différentes langues. Dizionario italiano, latino e francese in cui si contiene, non solamente un compendio del dizionario Della Crusca [...]. Compendio del Vocabolario della Crusca colla spiegazione latina e francesa, Paris 1735, 1738, 1743; Lyon 1760, 1770; Venedig 1793
- Dictionnaire français, latin, italien, contenant non seulement un abrégé du dictionnaire de l’Académie, mais encore tout ce qu’il y a de plus remarquable dans les meilleurs lexicographes, Paris 1743
- (mit Johann August Lehninger) Nuovo Dizzionario italiano-tedesco, tedesco-italiano. Neues deutsch-italienisches Wörterbuch, Leipzig 1763 (6 Auflagen, zuletzt Wien 1802)

### Herausgebertätigkeit
- Giovanni Della Casa, Prose e rime, Paris 1727
- Giovanni Battista Guarini, Il pastor fido, Paris 1729
- Torquato Tasso, Aminta. Favola boscareccia, Paris 1729, London 1774
- Gian Giorgio Trissino, L’Italia liberata da’ Goti, Paris 1729
- Rime scelte de’ più illustri poeti italiani, Paris 1731
- Torquato Tasso, La Gierusalemme liberata, Paris 1744
- Ludovico Ariosto, Orlando Furioso, Paris 1746, 1768, London 1783

### Weitere Werke
- Mémorial de Paris et de ses environs à l’usage des voyageurs, Paris 1732, 1749
- Recueil de lettres françoises et italiennes de bienséance et marchandes pour ceux qui souhaitent d’apprendre à bien écrire en Italien, Basel 1761

### Übersetzungen
- Paul Rolli, Examen de l’essai de M. de Voltaire sur la Poésie épique, Paris 1728 (aus dem Englischen des Paolo Antonio Rolli)
- Bernard le Bovier de Fontenelle, Ragionamento sù la pluralità de’ mondi, Paris 1748
- Andrew Michael Ramsay, Viaggi di Ciro, Neapel 1753